# Неккарвестхайм
Неккарвестхайм (нем. Neckarwestheim) — община в Германии, в земле Баден-Вюртемберг. 
Подчиняется административному округу Штутгарт. Входит в состав района Хайльбронн. Население составляет 3509 человек (на 31 декабря 2010 года). Занимает площадь 13,97 км².

## Достопримечательности
- Замок Либенштайн
- Старая ратуша
- Городская церковь
- Здание старой школы

## АЭС Неккарвестхайм
Поблизости от общины находится самая старая в Германии АЭС Неккарвестхайм.

## Фотографии

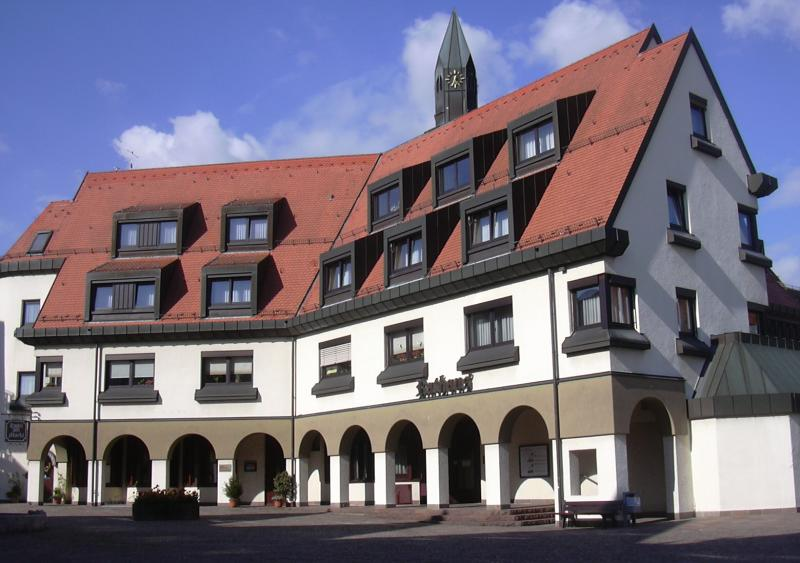
Ратуша
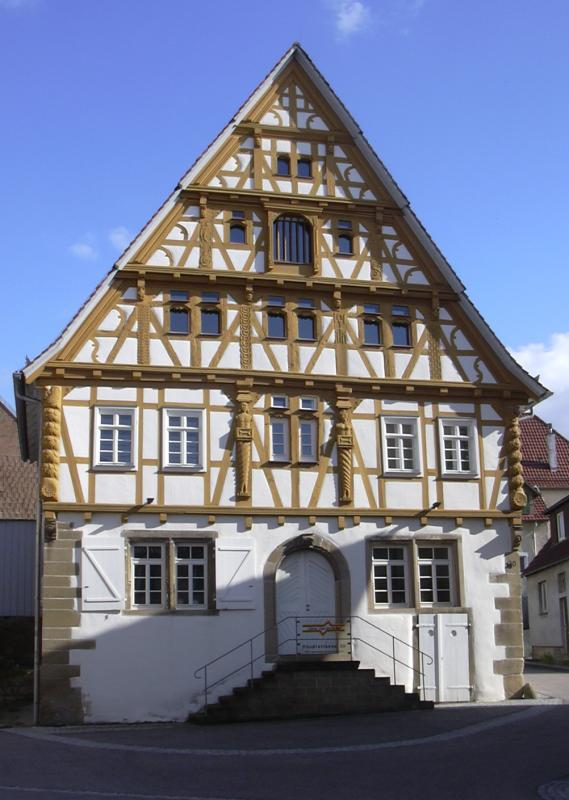
Фахверковый дом в Неккарвестхайме
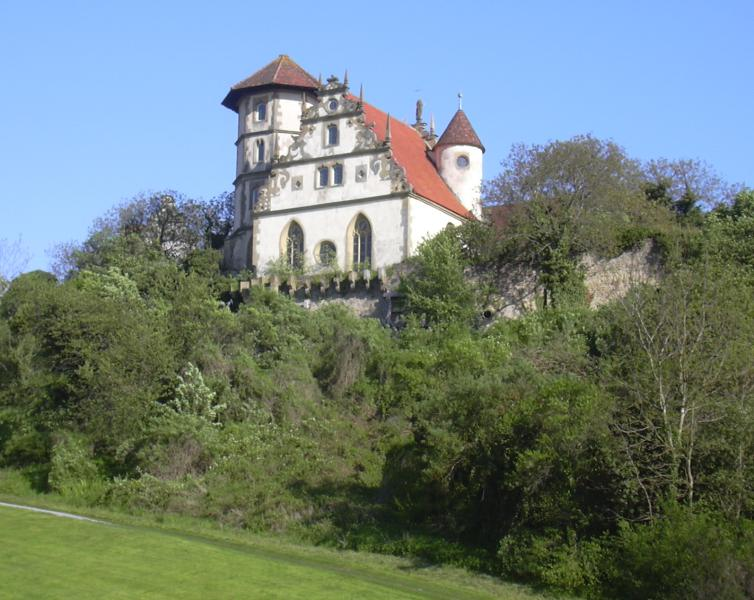
Замок Либенштайн
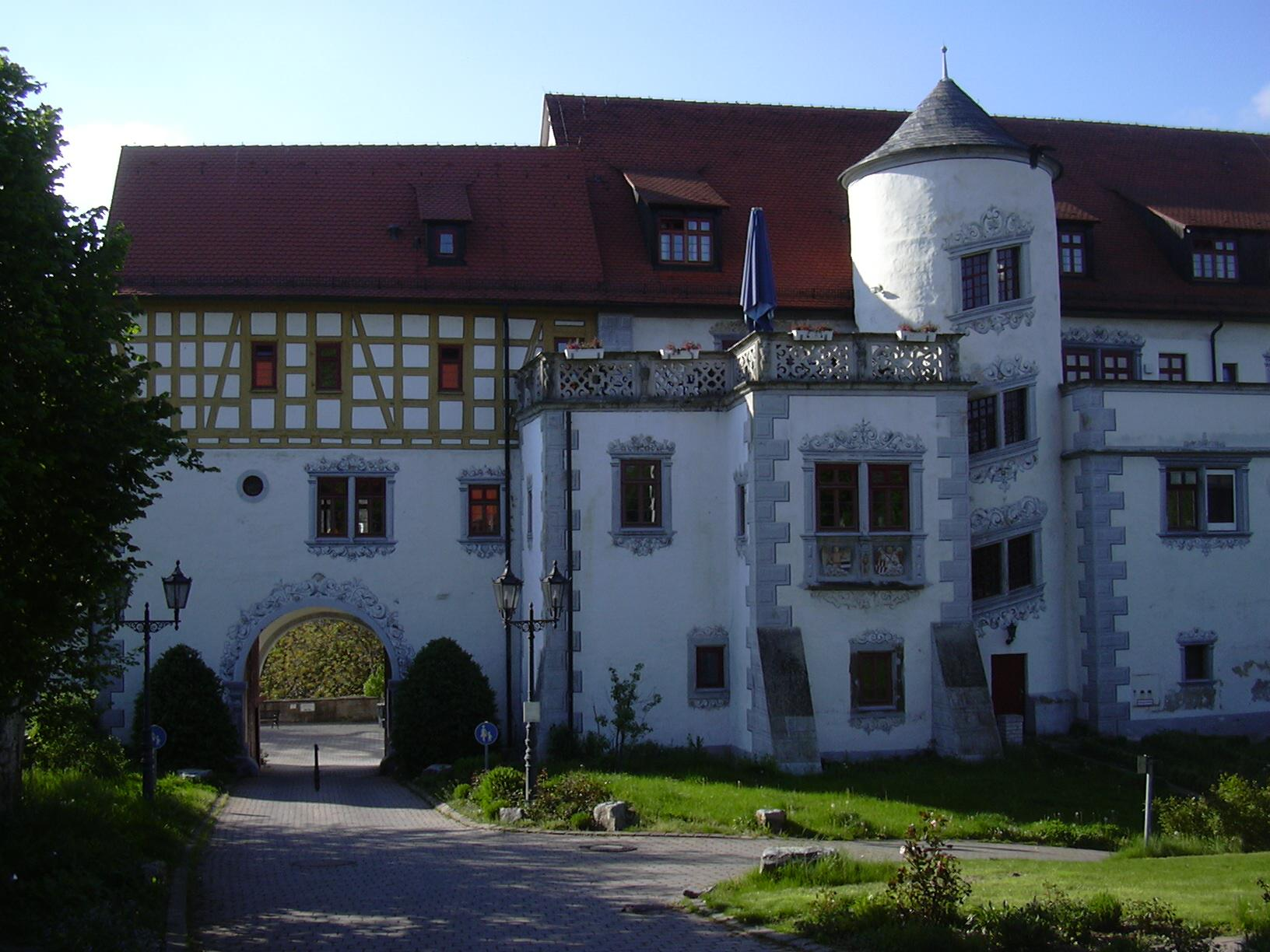
Ворота замка Либенштайн